# Majòlica

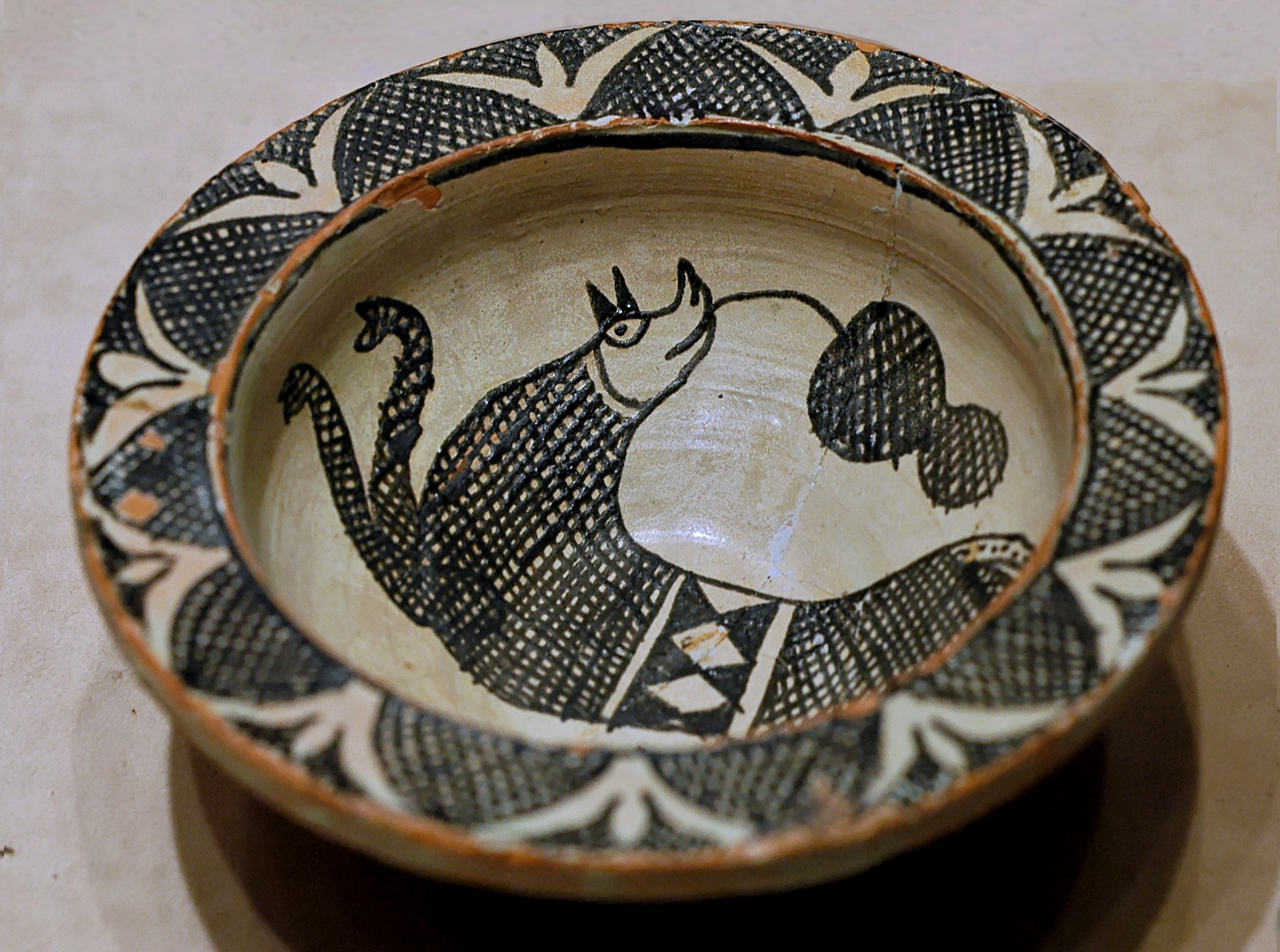
Plat amb decoració zoomorfa, majòlica arcaïca del d'Úmbria (Itàlia), al Museu de Santa Maria della Scala de Siena.

La majòlica (Del it. maiolica, anteriorment majorica, alteració del llatí Majorica, Mallorca) és una ceràmica amb un acabat vidriós especial. La terracota és la base dels treballs de ceràmica i, en aquest cas, s'hi aplica un esmalt metàl·lic compost de sílice, cendres sòdiques calcinades, plom i estany.

## Història
Segons Scaliger, Fabio Ferrari i Jean Paul Richter, basant-se en els escrits de Dante Alighieri i Leonardo Da Vinci, la paraula majòlica vol dir Mallorca, illa que durant l'edat mitjana en fou el centre d'exportació més important de la Mediterrània d'aquest tipus de ceràmica morisca. És el terme italià general usat per a definir el fang cuit vidriat amb l'estany, decorat amb òxids metàl·lics pintats sobre el vernís sense coure.
La ceràmica majòlica va ser una troballa casual durant els intents de crear una porcellana similar a l'elaborada a la Xina amb caolí.
A l'antic Egipte i Síria se'n coneixia una tècnica similar des de molt antic. Posteriorment, els terrissaires la reinventaren amb la intenció d'imitar les porcellanes xineses, tan apreciades. Els àrabs, per la seva banda, la van aprendre d'aquestes civilitzacions durant el segle x, i al segle xiii ja l'havien difosa per la península Ibèrica i Sicília, d'on va passar a Itàlia. A la ciutat italiana de Faenza, prop de Ravenna, va evolucionar de manera especial i s'obtingué una ceràmica majòlica de gran perfecció, fins al punt que la paraula faiança es va convertir en sinònim de qualitat superior. Aquesta ciutat té el Museu internacional de ceràmica.
Les primeres majòliques es van fer amb una terracota groguenca, coberta d'un esmalt compost per una capa de pintura vidriada barrejada amb pols de quars. Les ceràmiques majòliques produïdes pels pobles islàmics es decoraven amb pigments composts de coure o manganès, segons s'hi volgués donar un color verd o marró.